# Auchmis tanaceti
Auchmis tanaceti är en fjärilsart som beskrevs av Eugen Johann Christoph Esper 1787. Auchmis tanaceti ingår i släktet Auchmis och familjen nattflyn. Inga underarter finns listade i Catalogue of Life.